# アレクセイ・オクラドニコフ
アレクセイ・パーヴロヴィチ・オクラドニコフ（ロシア語: Алексей Павлович Окладников、英語: Alexey Pavlovich Okladnikov、1908年10月3日 - 1981年11月18日）は、ソビエト連邦及びロシアの考古学者。

## 略歴

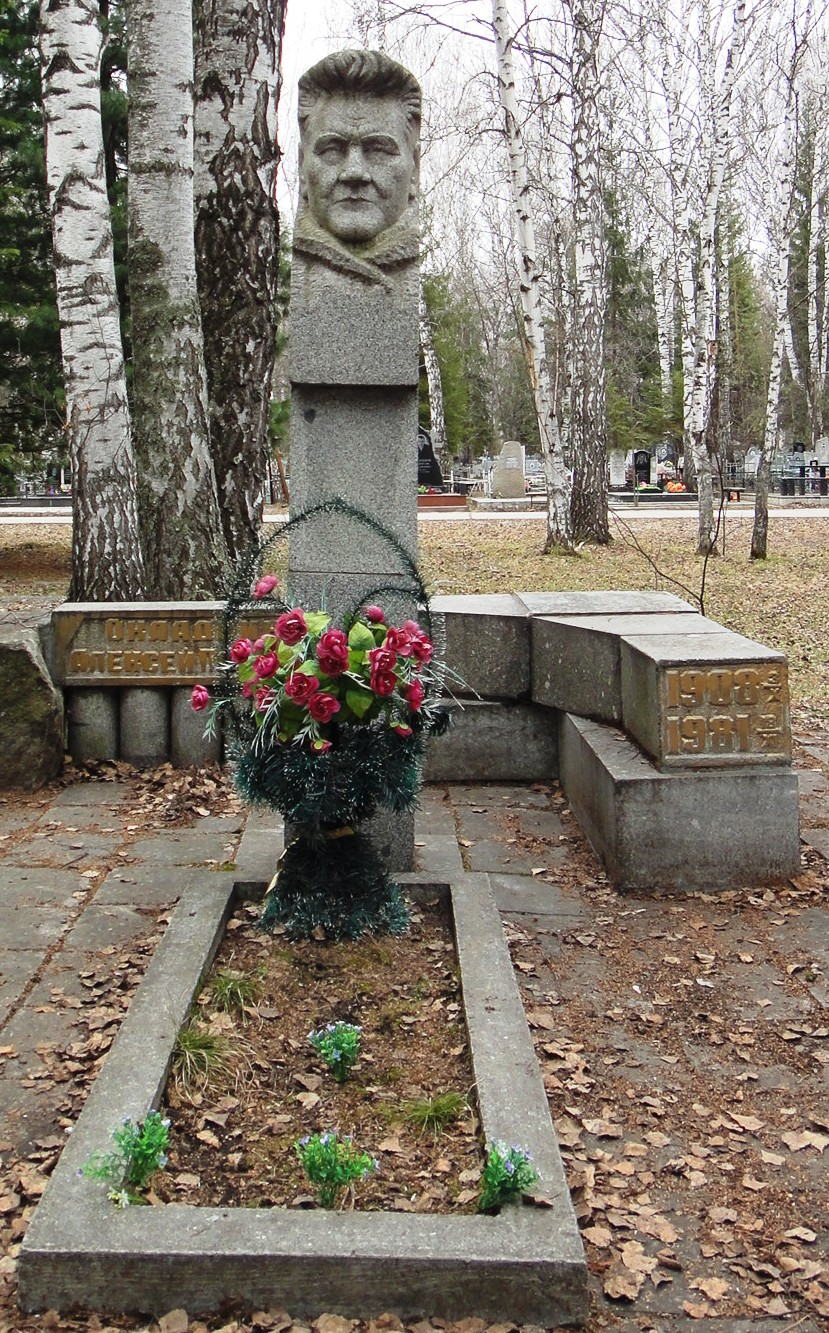
オクラドニコフの墓

レナ河上流、イルクーツク州にあるコンスタンチノフシチナ村で生まれる。アギンスコエの中学校に入り、その郷土史サークルで村の生活や古い結婚式、民謡や伝説などを記録した。イルクーツク在住のハローシフという考古学者がアギンスコエに立ちより、バイカル湖沿岸やレナ河流域の古代遺跡について講演したことが、後年の研究テーマを決定するきっかけとなったという。1925年にイルクーツクの師範学校、ついでイルクーツク大学に移り、1928年にイルクーツク郷土博物館の民族学部主任となった。
1934年にレニングラードにある物質文化研究所の研究生としてピョートル・エフィメンコに師事し、旧石器時代について学ぶ。1968年からロシア科学アカデミーの会員に選ばれ、亡くなるまでロシア科学アカデミーシベリア支部の考古学民族学研究所の所長を務めており、1978年には「社会主義労働英雄」の称号を得る。
多くの後進を指導し、主な弟子には、アナトリー・デレビヤンコ(前ノヴォシビルスク大学学長)、ビャチェスラフ・モローディン(考古学民族学研究所所長)、ユーリー・フデャコフらがいる。また、極東連邦大学のエ・ヴェ・シャフクノフ（英語: Ernst Vladimirovich Shavkunov、ロシア語: Эрнст Владимирович Шавкунов）らがいる。

## 学問と業績
- 1928年からイルクーツク地方の古文書を研究し、レナ河上流とザバイカル地方の考古学的調査を行った。この時にまた、ロシア人が進出するまでの西ブリヤート族、エヴェンキ族に関する古文書・民族学的資料を収集した。1926～31年のレナ河上流とセレンガ河下流域の調査で、新石器時代と青銅器時代の遺跡として有名になるファファノヴォの墓を発見する。1928年にシシキノの岸壁画を調査してからは、この方面への注意を深め北アジア岸壁画という研究分野を創始し、考古学と民族学の総合という特徴を持つ「オクラドニコフ的解釈法」が成立したのもこの時期という[3]。
- 1932年にはイルクーツクからブラーツクまでのアンガラ河岸の約600キロを調査し、主として新石器時代と青銅器時代の埋葬を確認した。1935年に東部シベリアとはまったく異質の文化であるアムール川下流域を調査する機会があり、半地下式の住居址を認める。1936年から翌年にかけてはアンガラ河下流域1200キロを踏査、北アジアの上部旧石器時代遺跡として有名になるプレチが発掘された[4]。
- 1938年、中央アジア考古学者ミハイル・マッソンに招かれてテルメズ考古学調査団に参加し、ウズベキスタンで中部石器時代の遺跡として知られるテシク・タシュ洞窟とアミル・テル洞窟を発見した。1940年～45年にレナ川の源流から5000キロを踏査して、この流域に旧石器時代の遺跡があること、森林狩猟民の新石器文化は北ユーラシア全域におよんでいたことを明らかにした[4]。

## 日本語訳
- 『黄金のトナカイ 北アジアの岩壁画』加藤九祚訳、美術出版社 1968
- 『シベリアの古代文化 アジア文化の一源流』加藤九祚・加藤晋平訳、講談社 1974
- 『シベリア極東の考古学 1 極東篇』岩本義雄・大塚和義ほか訳、河出書房新社 1975
- 『シベリア極東の考古学 2 沿海州篇』荻原眞子・中島寿雄・中村嘉男訳、河出書房新社 1982
共著で全3巻（最終3巻は『東シベリア篇』メドベージェフほか）